# Сургай Микола Сафонович
Микола Сафонович Сургай (20 листопада 1933, село Любівка, Краснокутський район, Харківська область — 26 грудня 2009, Донецьк) — 7-й Міністр вугільної промисловості України, доктор технічних наук (2003), професор; Герой України (2003), лауреат Державної премії України в галузі науки і техніки (2002), заслужений шахтар України (1979). Депутат Верховної Ради УРСР 10—11-го скликань. Народний депутат України 2-го скликання. Член ЦК КПУ в 1986—1990 роках.

## Біографія
Народився в селянській родині. У 1949—1953 роках — учень Харківського гірничого технікуму, гірничий технік з розробки вугільних родовищ.
З 1953 по 1956 рік — гірничий майстер, помічник начальника, начальник дільниці шахти № 12/18 імені газети «Правда» комбінату «Сталіновугілля» Сталінської області.
Член КПРС з 1957 року.
У 1959 році закінчив Вищі інженерні курси при Донецькому індустріальному інституті, гірничий інженер з розробки родовищ корисних копалин.
У 1959—1961 роках — начальник дільниці, у 1961—1963 роках — директор шахти «Східна» комбінату «Сталіновугілля» Сталінської (Донецької) області. У 1963—1966 роках — директор шахти «Мушкетовська-Заперевальна» № 1 комбінату «Донецьквугілля» Донецької області.
У 1966—1970 роках — керуючий тресту «Пролетарськвугілля» Донецької області.
У 1970—1973 роках — заступник начальника комбінату «Донецьквугілля» Донецької області.
У 1973—1975 роках — директор шахти «Жовтнева»; головний інженер комбінату «Донецьквугілля» Донецької області.
У 1975—1978 роках — технічний директор — головний інженер виробничого об'єднання «Донецьквугілля» Донецької області.
У березні 1978—1982 роках — генеральний директор виробничого об'єднання «Донецьквугілля» Донецької області.
У 1982—1985 роках — 1-й заступник Міністра вугільної промисловості Української РСР.
22 жовтня 1985 — 9 вересня 1987 року — міністр вугільної промисловості Української РСР. Учасник ліквідації аварії на ЧАЕС.
Після ліквідації Міністерства вугільної промисловості УРСР у 1987—1990 роках — генеральний директор виробничого об'єднання «Донецькдержвуглепром», начальник Донецького головного територіального управління вугільної промисловості.
З березня 1990 року — 1-й заступник голови Державного комітету Української РСР з нагляду за безпечним веденням робіт у промисловості і гірничого нагляду.
У липні 1990 — листопаді 1994 року — голова Державного комітету Української РСР (України) з вугільної промисловості.
У квітні 1994 — квітні 1998 року — Народний депутат України 2-го скликання.
З 1998 року — директор Державного науково-дослідного, проектно-конструкторського і проектного інституту вугільної промисловості «УкрНДІпроект». Помер 26 грудня 2009 року. Похований у Донецьку на Новогнатівському кладовищі.

### Політична діяльність
03.1998 — кандидат в народні депутати України, виборчий округ № 59, Донецької області. З'яв. 64,3%, за 10,2%, 3 місце з 16 претендентів. На час виборів: народний депутат України.
Народний депутат України 2-го скликання з 04.1994 (2-й тур) до 04.1998, Торезький виборчий округ № 142, Донецької області, висунутий трудовим колективом. Член Комітету з питань паливно-енергетичного комплексу, транспорту і зв'язку. Член МДҐ (до цього — групи «Конституційний центр»). На час виборів: Держкомітет України з вугільної промисловості, голосування 1-й тур: з'яв. 72,8%, за 24,29%. 2-й тур: з'яв. 71,9%, за 50,83%. 8 суперників (основний — Кудінов В. І., н. 1956, член КПУ; шахта «Прогрес», кер. зміни; 1-й тур — 42,53%, 2-й тур — 42,79%).

## Нагороди

Меморіальна дошка у Києві

Герой України (з врученням ордена Держави, 2003), Орден «За заслуги» II ст. (2008) та III ст. (2001). 3 медалі (1970, 1983, 2003). Ордени Леніна (1981), Жовтневої революції (1986), Трудового Червоного Прапора (1966, 1971), «Знак Пошани» (1976). Почесна грамота Президії Верховної Ради УРСР (1983), Почесна грамота КМ України (1998, 2004). Знаки «Шахтарська слава» І, ІІ, III ст., «Шахтарська доблесть» І, ІІ, III ст. Лауреат Міжнар. акад. рейтингу популярності і якості «Золота фортуна» в номінації «Найкращий керівник» (2003). Почесний громадянин м. Донецька (2003).
Державний службовець 1-го рангу (квітень 1994).
Канд. дис. «Розробка і реалізація перспективних програм розвитку вугільної промисловості України» (у формі наук. доповіді, 1993); док. дис. «Методологічні основи забезпечення надійності функціонування вугільної шахти як єдиного технологічного комплексу з комп'ютеризованою системою управління» (Ін-т геотех. механіки НАНУ, 2002).
Миколі Сургаю встановлені меморіальні дошки на будинках, де він працював, у Донецьку та Києві. Іменем Миколи Сургая названа шахта «Південнодонбаська № 3» державного підприємства «Донецька вугільна енергетична компанія» у м. Вугледарі.